# Villa fusca
Villa fusca är en tvåvingeart som först beskrevs av Fabricius 1805.  Villa fusca ingår i släktet Villa och familjen svävflugor. Inga underarter finns listade i Catalogue of Life.